# Chronologie des teknivals en France
 (mai 2012).
Si vous disposez d'ouvrages ou d'articles de référence ou si vous connaissez des sites web de qualité traitant du thème abordé ici, merci de compléter l'article en donnant les références utiles à sa vérifiabilité et en les liant à la section « Notes et références ».
Cette page présente une chronologie des teknivals, multisons, et éventuellement free-party de grande ampleur ayant eu lieu en France, depuis le début du mouvement Freetekno avec l'arrivée des Spiral Tribe, en 1993.

## Chronologie des teknivals en France

### 1993
- 23 juillet à Allonne, près de Beauvais[1].

### 1994
- 1er mai à Fontainebleau[1],[2] ;
- début juillet au Chaos de Montpellier-le-Vieux près de Millau[3],[4] ;
- août au Plateau de Millevaches près d'Aubusson[5]

### 1995
- 6, 7 et 8 mai à Fontainebleau appelé le Teknival 9[1] ;
- Teknival « The Alien Festival, Free Tekno Camp » du 12 au 23 août à Tarnos, près de Bayonne[5],[6].

### 1996
- week-end du 1er mai : Les Andelys ;
- 5 au 10 mai à Vitry-le-François[5],[7];
- Teknival « Tir-na-nog » mi-juillet au Mont Saint-Michel de Brasparts, près de Saint-Rivoal (Finistère)[source secondaire souhaitée] ;
- juillet à Millau[8] ;
- août à Millau[8] ;
- 23 au 29 août à Saint-Malo-des-Trois-Fontaines[source secondaire souhaitée].

### 1997
- Du 1er au 6 mai : Teknival de Courcelles-sur-Seine[1],[9] ;
- Le 31 mai et le 1er juin : Teknival antinucléaire sur le site du Carnet sur les communes de Frossay et Saint-Viaud[10],[11] ;
- mi-juillet à La Salvetat[8] ;
- Teknival du 15 août à Gruissan[8] ;
- Teknival « Tir-na-nog 2 » fin août dans la forêt de Brocéliande près de Rennes[source secondaire souhaitée] ;
- décembre : Teknival en marge des Trans Musicales à Rennes[12].

### 1998
- 1er mai aux Écrennes (Seine-et-Marne), près de Melun[8],[13] ;
- 15 mai à Saint-Goazec (Finistère) ;
- 15 août à Port-la-Nouvelle[12] : 5 000 personnes réunies sur la plage principale de Port-la-Nouvelle autour d'une centaine de sound systems - le « village » a été mesuré par les gendarmes sur plus de 2 kilomètres - présence notamment de toute la famille Spiral Tribe (69db, Cristal Distorsion, IXI), de Nawak, des UFO'S, des Mental Resistance, des Heretik, des TNT, des Metek, des Voodoos Circle 3, des Kamikaze, des Psy4X, Circus Alien, Corrosive, Suburbass, Turbulences, Mem Pamal, 9 mm, Furious, 3Faze, LSDF, Architek, PH4, Capsule Corps, Infrabass, Teknocrates, FKY, les boucles étranges ;
- décembre : Teknival en marge des Trans Musicales à Rennes[12].

### 1999
- avril : Teknival « Fuck printemps de Bourges » dans la carrière de Corquoy[12] ;
- 1er mai au Val-de-May près de Caen[12] ;
- 13, 14 et 15 mai à Derval (Loire-Atlantique)[12], une jeune fille de 19 ans est retrouvée morte d'overdose à l'issue de la rave après plusieurs jours de disparition[14] ;
- 21 juin à Paris, Fuck Techno Parade[15][source secondaire souhaitée] ;
- juillet : Teknival Off des Vieilles Charrues à Carhaix-Plouguer[16] ;
- début août : Festival off « fuck Boréalis » dans le département du Gard[16] : 5 sound-systems et environ 5 000 personnes ;
- 7-12 août : Teknival Total Eclipse - Oeuilly sur Reims à l'occasion de l'Éclipse solaire du 11 août 1999
- 15 août : Fleury : une quinzaine de sound-systems pour 10 000 à 15 000 participants ;
- 30-31 décembre : Euro Teknival 2000 à Rousset[16] ;
- décembre : Teknival en marge des Trans Musicales à Rennes[16].

### 2000
- 1er mai 2000 à Suèvres en bord de Loire au nord de Blois[17] ;
- 30 juin - 1er juillet 2000 : plateau du Larzac, en marge du concert de soutien à José Bové organisé à Millau[17] ;
- week-end du 14 juillet 2000 : Teknival du Lac du Der ;
- 19 - 22 juillet : Teknival off des Vieilles Charrues[16] à Carhaix-Plouguer, environ 30 000 personnes ;
- 4 -7 août 2000 : Teknival « Fuck Hélio Colors » à Deaux ; environ 20 000 personnes[17] ;
- août : Teknival de Brousses-et-Villaret (Aude)[17] ;
- décembre : Teknival en marge des Trans Musicales à Rennes[16].

### 2001
- avril : Teknival off du printemps de Bourges aux hangars des Forges à Vierzon[17] ;
- avril : Teknival de Piolenc, dans la circonscription du député Thierry Mariani, plus tard à l'origine d'un amendement à la Loi sur la sécurité quotidienne sur les free parties[17] ;
- 1er mai sur la base désaffectée de Marigny, environ 30 000 personnes[17] ;
- week-end du 14 juillet, à proximité de Marcillac-Vallon (Aveyron), un peu plus de 15 000 personnes. Une fois installés, les organisateurs prennent contact avec les autorités afin de coopérer pour gérer l'événement[18] ;
- 20 - 23 juillet : Teknival off des Vieilles Charrues à Paule, 25 000 participants. Après une forte opposition des riverains qui tentent de bloquer tous les accès, et plusieurs rassemblements dispersés par les forces de l'ordre, le teknival finit tout de même par avoir lieu. Le maire et son conseil municipal démissionnent pour protester contre le fait que l'État a fini par laisser faire le rassemblement contre leur gré[18] ;
- août : plus de 15 000 personnes réunies, pour ce qui était devenu le traditionnel Teknival du « 15 août », sur le Causse Méjean. Ce fut donc le « tekos » de Florac (Lozère)[2]. Comme précédemment à Marcillac les organisateurs prennent contact avec les forces de l'ordre une fois le teknival démarré et échangent avec elles. Deux organisateurs passent cependant en procès un an plus tard[18] ;
- décembre : Teknival en marge des Trans Musicales à Rennes. Cet événement est légal, en accord avec les autorités[19].

### 2002
- du 28 décembre 2001 au 2 janvier 2002 : jour de l'an à Béziers[19] ;
- du 15 mars au 19 mars, Bretagne Teknival open air à Campénéac[19] ;
- 1er mai à Mer, dernier Teknival du 1er mai avant l'application de la loi Mariani[19] ;
- juillet : Teknival de Paule pour les « Vieilles Charrues off »[19] ;
- août : Teknival du col de Larche (en Italie au bord de la frontière française) en protestation contre la loi Mariani. L'affluence est estimée à 20 000 personnes. Les autorités bloquent les accès côté français, et peu de sound systems et peu de secours parviennent à passer[20] ;
- décembre : Teknival en marge des Trans Musicales à Marcillé-Raoul avec une conciliation avec le Ministère de l'Intérieur qui n'applique pas de sanction aux organisateurs[20].

### 2003
- 1er mai : 70 000 personnes rassemblées sur la base de Marigny,1er Free Open Festival, avec l'accord des autorités. Les sound-systems ont collecté la donation à hauteur de 45 000 euros et l'ont reversée aux dites autorités pour réduire les coûts liés à l'organisation (citerne d'eau potable, toilettes, dispositif sanitaire), rien n'a été restitué ni aux sound systems ni aux acteurs du mouvement depuis[21]. Cet événement et ceux du même type qui suivent sont surnommés « Sarkovals » par leurs détracteurs en référence aux négociations avec Nicolas Sarkozy alors Ministre de l'Intérieur[20] ;
- du 18 juillet au 20 juillet : Teknival des Vieilles Charrues au Faouët, marqué par des affrontements avec les forces de l'ordre, confiscation de la majeure partie des sound systems, un teufeur a la main droite arrachée en essayant de se protéger d'une grenade offensive à grenaille[20],[22] ;
- 15 août : plus de 40 000 personnes réunies autour d'une autoroute en construction près de Millau. Visite de José Bové[source secondaire souhaitée].
- Du 5 au 7 décembre : Trans-off sur le terrain de la prévalaye à Rennes (35000)[23][source insuffisante]

### 2004
- du jeudi 29 avril au 2 mai : 2e Free Open Festival, sur la base aérienne désaffectée de Chambley, nord-est de la France ; cela demeure le plus gros événement de ce type organisé en France, et même en Europe, avec près d'une centaine de sound-systems (petits et gros réunis) et environ 90 000 participants cumulées sur quatre jours ; donation de plus de 50 000 euros collectée par les sound-systems et reversé à l'état pour réduire les couts liés à l'organisation[source secondaire nécessaire].
- 2, 3 et 4 juillet à Scaër en Bretagne[source secondaire souhaitée] ;
- Week-end du 15 août à Revel, Teknival du Sud - Occitek - août 2004 ;
- 26 août à Labécède-Lauragais dans l’Aude sur le site du vol à voile dans la montagne noire : Occitek 2004 ; environ 45 000 personnes.

### 2005
- 1er mai sur la base désaffectée de Marigny (Marne) (officiellement 55 000 personnes). Deux décès et invasion de chenilles urticantes (Euproctis chrysorrhoea ou « Cul-brun ») ;
- 25 au 27 juin : teknoz de Carnoët en Bretagne. Meurtre de Mathilde Croguennec, une jeune fille de 18 ans, retrouvée dénudée et lardée de 28 coups de couteaux. Après plus d'un an de cavale, le coupable, Alain Kernoa, militaire dans la Marine à l'époque, est interpellé à Marseille fin juin 2006. En septembre 2008, il est condamné par la cour d'assises des Côtes-d'Armor à la réclusion criminelle à perpétuité puis, au terme de son deuxième procès en septembre 2013, à trente ans de réclusion criminelle dont vingt ans incompressibles par la cour d’appel de la cour d’assises à Rennes[24] ;
- 12 au 14 août : Fuck sarkoval, à Bédarieux (5 000 personnes)[source secondaire souhaitée] ;
- 28 août à Crucey-Villages (Eure-et-Loir) : à la suite de négociations toujours délicates (principalement sur le choix des terrains à utiliser) avec les autorités et élus locaux, ce fut donc, officiellement, 52 000 personnes qui se sont rassemblées sur le site d'une ancienne base aérienne de l'OTAN[source secondaire nécessaire].

### 2006
- 1er mai à Chavannes. Deux gendarmes blessés à l'arme blanche par un jeune homme qui retourne ensuite l'arme contre lui-même ; officiellement 82 000 personnes[25] ;
- du 30 juin au 3 juillet : teknival de Meucon (Morbihan), environ 40 000 participants. Organisé en collaboration avec les autorités[source secondaire souhaitée].
- du 11 au 13 août : Fuck sarkoval, à la Couvertoirade près de l'autoroute A75 (environ 6 500 personnes) ;

Le weekend du 15 août, Teknival Fuck Sarkoval sur le plateau du Larzac avec une vingtaine de Soundsystem
- du 1er au 3 septembre : Tekosud près d'Angoulême, réunit 35 000 personnes et 35 sounds systems ;
- décembre : Teknival en marge des Trans Musicales à Rennes.

### 2007
- du 13 au 15 avril à Soustons, dans les Landes. Selon les participants, il réunit 5 000 personnes pour une quinzaine de sound systems ;
- du 13 au 15 avril 2007 teknival de Bourges, 5 700 personnes sur un terrain de l'INRA ;
- 1er mai à Toul teknival accepté par l'État, surnommé « sarkoval » sur la Base aérienne 136 Toul-Rosières. Une cinquantaine de sound systems, environ 25 000 personnes ;
- 1er mai à Seraucourt-le-Grand, Teknival des insoumis sur une ancienne base aérienne, devenu un champ d'éoliennes. 10 sounds systems, de 1 000 à 3 000 personnes suivant les jours. Teknival organisé contre le Sarkoval de Toul ;
- du 29 juin au 1er juillet à Trémuson, dans les Côtes-d'Armor. Après de multiples endroits évoqués (Morbihan, Ille-et-Vilaine, et même un temps la Mayenne), le site choisi est celui prévu à l'origine. Aucun incident majeur n'a été à déplorer ;
- du 27 juillet au 29 juillet à Viols-le-Fort, dans l'Hérault. A réuni selon les autorités 7 000 personnes et une quinzaine de sounds systems ;
- du 29 août au 3 septembre à La Tour du Crieu, en Ariège, accepté par l'État. A réuni 10 000 personnes selon les autorités et une vingtaine de sound systems[source secondaire souhaitée] ;
- décembre : Teknival en marge des Trans Musicales à Rennes[source secondaire souhaitée].

### 2008
- du 1er au 5 mai : Revival Teknival en Ardèche, environ 5 000 personnes éparpillées sur plusieurs sites à l'initiative de UFO, initialement prévu sur un site en altitude (Montpezat-sous-Bauzon), l'information ayant été donnée à l'État, les forces de l'ordre ont bloqué l'accès au site provoquant un immense bouchon sur les routes montagneuses de la Haute Ardeche, plusieurs sound systems ont été guidés vers le terrain de l'aérodrome local ;
- du 1er au 4 mai : Sarkoval à Crucey-Villages, environ 25 000 personnes ;
- du 23 au 25 mai : Multisons BzH au fort Saint-Père près de Saint-Malo, environ 4 000 personnes[source secondaire souhaitée] ;
- du 13 au 15 juin : Multisons BZH à Briec dans le Finistère (29), environ 2 700 teufeurs[source secondaire souhaitée] ;
- du 15 au 17 août : Multison ACID ANIME à Montpezat-sous-Bauzon en Ardèche, environ 500 teufeurs[source secondaire souhaitée] ;
- du 26 au 28 septembre : Multison Loire-Atlantique 44 au Carnet, environ 4 000 personnes pour 14 sounds[source secondaire souhaitée].

### 2009
- du 31 décembre 2008 au 3 janvier 2009 : Teknival illégal du Nouvel An à La Fossette (Bouches-du-Rhône) ;
- du 1er au 5 mai : Teknival du 1er mai - Teknival illégal à Bouafles (Eure) près de la carrière de sable des Andelys - 27 Sound Systems saisis - Environ 30 000 personnes -
- du 1er au 5 mai : Teknival de Belcastel-et-Buc (Aude) - la quasi-totalité des sound system saisis - environ 5 000 personnes
- du 8 au 10 mai : Multisons BzH[source secondaire souhaitée] ;
- du 29 mai au 1er juin : Multison à Cherré (Sarthe) près de La Ferté-Bernard - 4 000 personnes sur l'aérodrome désaffecté ;
- du 10 au 12 juillet : Multison au Ribay près d'Hardanges (Mayenne) - Environ 2 500 personnes ;
- du 24 au 26 juillet : Multison au Coudray près de Plessé (Loire-Atlantique) - De 2 300 à 3 000 personnes ;
- du 4 au 6 septembre : Multisons à Seiches-sur-le-Loir (Maine-et-Loire) ;
- du 30 octobre au 2 novembre : Teknival illégal d'Halloween à la Fossette (Bouches-du-Rhône) - environ 1 500 personnes ;
- 5 décembre : Teknival en marge des Trans Musicales à Rennes[source secondaire souhaitée].

### 2010
- du 31 décembre 2011 au 3 janvier : Multi-son Du nouvel An 2010 (Hérault) - Environ 2 000 personnes et 5 sounds systems ;
- du 30 avril au 2 mai : Fuck Sarkoval à la verdiere (Var) 4 sounds systems - CHP/OSP23/FBS (Free Bordel Sound System) - Zon’Art - Surexcité - Atutek - environ 2 000 personnes ;
- du 30 avril au 3 mai : Teknival legal du 1er mai en Ariège à La Tour du Crieu - Environ 8 000 personnes ;
- du 23 au 25 juin : à Commana, 34 sound-systems, répartis sur 18 scènes (Finistère) - 3 000 à 4 000 teufeurs[26] ;
- du 5 au 6 juin : multi-son de Saint-Caradec (Côtes-d'Armor), 9 sounds systems ;
- 31 décembre : RA'VOLT : Multison troglodyte organisé dans les Yvelines dans des carrières de pierre ayant servi de base à l'ONU. La manifestation devant durer trois jours est interrompue au bout de 24 heures par les forces de l'ordre affirmant qu'il y aurait un risque d'intoxication au monoxyde de carbone par la faute des sound system et à cause du manque d'aération. De violentes altercations ont eu lieu au matin du 1er janvier 2011 avec les forces de l'ordre qui ont obligé à l'évacuation des lieux. 2 000 à 3 000 personnes, une dizaine de sound systems.

### 2011
- 1er mai : Teknival « Fuck Noise » à Saint-Martin-de-Crau. Il rassemble une vingtaine de sound systems, entre 2 500 et 5 000 personnes[27],[28],[29]. 34 murs de sons et 20 véhicules ont été saisis[27]. Le teknival est critiqué pour le choix du site, la réserve naturelle nationale des Coussouls de Crau[27] ;
- 1er mai : N.O.I.S.E. Festival sur la base militaire de Couvron-et-Aumencourt dans l'Aisne (02) en Picardie, 18 000 personnes selon la préfecture et 700 militaires et gendarmes }[30] ;
- du 6 mai au 8 mai : Multison du 35 Breizh-invaders act 2 à Gahard, 3 000 participants[31] ;
- du 20 au 23 juin : Multison du 29 à Riec-sur-Bélon. Entre 3 000 et 4 000 participants[32]

### 2012
- 1er mai : « Legalize Tekno » à Laon sur la base militaire de Couvron (Aisne). Ce teknival a rassemblé environ 22 000 personnes[33].
- Les 21/22/23 septembre 2012 : « Multisons44 » à Jans. Cet événement a rassemblé entre 3 000 et 5 000 personnes[source secondaire souhaitée].

### 2013
- du 3 au 6 mai 2013 : « Twentytek » (Fête des 20 ans de teknivals) sur la base aérienne 103 Cambrai-Épinoy[34]. Cet événement a rassemblé environ 30 000 personnes.
- du 27 au 29 juin 2013 : Multisons du 29 "Plogotek" à Plogonnec, cet événement a rassemblé entre 12 et 15 000 personnes.
- du 27 au 29 septembre 2013 : Multisons44, "Panik au poulailler". Cet événement a été mis en place après le refus de l'organisation du multisons44 légalement[35].
- Les 7 et 8 décembre 2013 : Teknival illégal des Trans Off à Pont-Réan.

### 2014
- du 25 au 28 avril 2014 : Teknival Bourges-Off Anti-Répression
- du 2 au 5 mai 2014 : 21e édition du Teknival près de Reims[36].
- du 29 mai au 1er juin 2014 : Teknival illégal à Gétigné (Saint-Crespin-sur-Moine département 44) sur une ancienne mine d'uranium d'Areva. Environ10 000 personnes réunies contre la répression des sounds system.
- Du 27 au 29 juillet : Multison Grand Ouest à Botmeur en Finistère, organisé par l'association Arts & Cultures, déclaré illégal après le refus d'autorisation en préfecture. Teknival qui s'est terminé par la saisie d'une grosse partie du matériel de sonorisation.
- du 15 au 18 août 2014 : Teknival illégal du sud (Sudtek) contre la répression. Organisé par UFOT, s'est déroulé à Moussoulens dans l'Aude (11)[37].
- Du 31 octobre au 03 novembre 2014 : Multison du Sud-est Halloween party avec une dizaine de sounds systems réunis pour faire 2 murs. Plus de 5 000 personnes réunies sur l'ancien aérodrome de la commune d'Aumelas dans l'Hérault
- Du 31 décembre au 2 janvier 2015 : Soirée du Nouvel An au Rheu à Rennes (Ille-et-Vilaine) en Bretagne dans une ancienne boite de nuit désaffecté, 4 Sounds System d'origine de Bretagne ont fêté cette nouvelle année, réunissant prêts de 3 500 personnes[source secondaire souhaitée].

### 2015
- Le 14 mars 2015 : Free Party illégal contre la répression des sound system ON en a mars, un point ça tape organisé par le "Collectif des Insoumis", environ 2 000 personnes pour une seule façade incluant 10 sound system de la région parisienne.
- du 30 avril au 4 mai 2015 : « Teknivibration » 22e édition du Teknival sur la base aérienne 103 Cambrai-Épinoy, 11 500 teufeurs en pic de fréquentation.
- Le 20 juin 2015 : Grosse Rave Party de 24h "Astral Expedisound" organisé par l'association Arts & Cultures et 2 Sounds System connue, se déroulant en Bretagne dans le Finistère à Botmeur, réunissant environ 8 000 personnes.
- Du 20 au 22 juin 2015 : Multison illégal "INSOUZIK" contre la répression organisé par organisé par le "Collectif des Insoumis" à Malay-le-Grand dans le département de l'Yonne (89), Bourgogne. Plus de 2 000 personnes et 35 Sound Systems réunis pour 19 scènes[source secondaire nécessaire].
- Du 25 au 27 juillet 2015, Grosse Rave Party légale ReuniSound 3 organisé par l'association Rêves éphémères et autorisé par la préfecture à Ascoué, près de Châteaubriant (Loire-Atlantique), réunissant environ 6 000 personnes[source secondaire nécessaire].
- Du 25 au 27 septembre, tenu du Multison du 29, organisé par l'association Arts & Cultures et autorisé par la préfecture, au Cloître Saint-Thégonnec, Finistère.
- Du 14 au 18 aout, Raveoltek et Manifestival 2 se réunissent près de Béziers pour un teknival revendicatif et accueille plus de 10 000 personnes.
- Décembre 2015, Rave party trans off en marge du festival des transmusicales. La rave a eu lieu sur la commune de Saint-Grégoire, près de Rennes. Les teufeurs se sont installés dans un entrepôt désaffecté ; environ 2 000 personnes[38].

### 2016
- Du 29 avril au 02 mai, le teknival réussit son pari de redevenir illégal, après 13 éditions en accord avec l'État. Baptisé Frenchtek23 Ravolution, l'événement s'établit à Salbris dans la région Centre et réunit près de 30 000 participants.
- Le 12 août 2016, un teknival revendicatif est organisé sur le plateau du Larzac près de Millau dans l'Aveyron, sur le site des 1789 arbres de la Liberté plantés près des rochers de Rajal del Gorp. Ce teknival rassemblera entre 12 000 et 40 000 personnes selon les sources. Initialement prévu pour durer plus longtemps, le son sera finalement coupé progressivement dès le lundi sous la pression des autorités, qui s'engagent en contre-partie à ne pas effectuer de saisie.
- Le 3 décembre 2016, mobilisations dans les 4 départements de la Bretagne contre la répression et les saisies abusives effectuées depuis 3 semaines qui s'ensuit d'une Free party "UNIS'SONS NOUS!" sur l'ancien aérodrome de Ploufragan réunissant 12 000 à 15 000 personnes, une vingtaine de murs de son et une trentaine/quarantaine de sound systems[source secondaire nécessaire].

### 2017
- Du 28 avril au 1er mai proche du village de Pernay, le teknival reste illégal pour la deuxième année consécutive. Environ 150 sound systems inscrits, répartis sur près de 70 façades. Un incident grave est à déplorer, le décès d'un jeune de vingt ans a eu lieu dans la nuit du samedi au dimanche. 60 000 participants se sont réunis pour cette édition en demi-teinte[39],[40].
- Du 11 au 15 aout, le TekSud Reloaded a eu lieu à côté de Saint-Martin-de-Crau. Teknival illégal organisé à la dernière minute, il s'est terminé par la saisie d'une partie du matériel de sonorisation et l'expulsion des teknivaliers restant sur le site. Il aura rassemblé au moins 15 000 personnes dans le week-end, sur un site classé Natura 2000, cette édition aura été marquée par les tensions avec les locaux et les autorités (coups de fusils tirés en l'air par des agriculteurs du coin, caillassage de CRS le vendredi soir...) et par l'état déplorable du site (protégé)[41] après que les autorités aient expulsé et menacé d'amendes les participants restés pour nettoyer après la coupure du son. Ce teknival a eu lieu quelques semaines à peine après Le TotemOFF, une free-party organisée à la suite de l'interdiction du Totemystik Festival, sur la même commune, et quelques années après l'édition 2011 du Teknival Sud, organisé lui aussi sur la réserve naturelle de la Crau.
- Teknival BzH du 1 au 3 décembre 2017[source secondaire souhaitée]

### 2018
- Du 27 avril au 1er mai : 25e édition du Teknival, "FRENCHTEK25" à l'aérodrome de Marigny dans la Marne (51). Ce site a déjà accueilli trois fois le Teknival en 2001, 2003 et 2005. Malgré des demandes d'autorisation à l'État refusées, ce Teknival sera également illégal. Depuis 2006, l'aérodrome est classé Natura 2000, ce qui a été vivement controversé. Environ 25 000 teufeurs lors du pic de fréquentation. Aucun gros incident n'est à déplorer, mis à part la saisie d'une partie du matériel de son[42].

### 2019
- Du 3 au 5 mai : "FRENCHTEK26" au camp militaire de La Courtine à Féniers dans la Creuse (23). Malgré de véhémentes revendications le Teknival demeure illégal en 2019, et les forces de l'ordre sont mobilisées dès le mois d'avril afin de confisquer des sound systems dans toute la France. Malgré cela le Teknival en regroupe 5, et 10 000 festivaliers répondent présents dès le premier soir durant 3 jours sous la neige[43].
- Du 11 au 13 octobre : "Tek'Steve'All" à Sainte-Luce-sur-Loire (44) sur une aire d'aéromodélisme. En hommage au décès de Steve Maia Caniço, tombé dans la Loire à la suite d'une opération policière lors de la fête de la musique à Nantes, et sur fond de fortes tension entre le monde de la free party et les forces de l'ordre, plusieurs sound systems organisent conjointement un teknival revendicatif. Environ 70 sound systems répartis en 37 façades rassemblent environ 35 000 teknivaliers dont 20 000 en pic de fréquentation (selon les organisateurs) venus rendre honneur au jeune homme[44].

### 2020
- Du 11 au 13 juillet : Multison Attent’Anonyme à Saint-Parize-le-Châtel dans la Nièvre en Bourgogne ayant rassemblé environ 4 000 personnes en période de pandémie. Aucun accident n'est à déplorer[45].

- Du 8 au 12 août : Multison "The mighty beat freak party"  sur le Causse Méjean en Lozère, entre 7000 et 10 000 personnes réunies sans accident en période de pandémie[46]
- Du 31 décembre au 2 janvier 2021 : Teuf du nouvel an à Lieuron en Ille-et-Vilaine, environ 2 500 personnes réunies[source secondaire souhaitée].

### 2021
- Du 18 au 19 juin : Teknival de Redon ayant rassemblé environ 1 000 personnes malgré l'intervention controversée des forces de l'ordre, qui ont détruit du matériel de façon illégale[47], et au cours de laquelle plusieurs personnes ont été blessées (dont un jeune homme qui a eu la main arrachée par une grenade)[48]. L'affaire est classée sans suite par le parquet de Rennes le 11 mars 2022[49] alors que l’enquête démontre non seulement la disproportion de la force mais les responsabilités de la préfecture et du ministère de l’intérieur[50],[51].

### 2022
- Du 6 au 8 mai : Multison 25 ans+2 Techno+ ayant rassemblé environ 6 000 personnes en Dordogne à Jumilhac-le-Grand pour fêter l'anniversaire des 25 ans de Techno Plus, une association de "réduction des risques", qui fait de la prévention auprès des teufeurs sur la drogue et l'alcool[52].

### 2023
- Du 17 au 21 mai 2023 : Teknival à Villegongis, dans l'Indre[53]. Teknival célébrant les 30 ans du premier Teknival ayant eu lieu en France[53],[54]. 20 à 30 000 personnes[53] sur les 4 jours ; quelques prises en charge sur place de la part des secouristes[55].
- Du 1er au 3 septembre 2023 : Multison régional du Pays de la Loire à Tigné, événement légal organisé en concertation avec l'État. Aucun incident majeur n'est survenu durant le weekend. Entre 12 000 et 13 000 sur les trois jours[56].
- Du 31 décembre au 1er janvier 2024 : L'anti répression 2 a rassemblé environ 1200 personnes, pour célébrer le passage à l’année 2024 sur le site de l'usine désaffectée NovaTech, à Descartes, à une trentaine de kilomètres au sud de Tours[57].

### 2024
- Du 30 mars au 1er avril 2024: Le week-end de Pâques 2024, l'aéroport de Pluguffan près de Quimper en Bretagne est le siège d'un teknival sauvage accueillant environ 8000 participants[58].
- Du 26 au 29 juillet 2024 : Multison « La Free Party est ingouvernable », à la suite de l'annulation du Teknival des J-Off. 5 000 à 6 000 personnes réunies à Clavières. Cinq façades[59].
- Du 11 au 13 octobre 2024 : Six Multisons revendicatifs sont organisés de manière simultanée dans toute la France. Si certains se passent bien, d'autres voient des affrontements violents entre teufeurs et autorités, comme à Phalsbourg. 1000 personnes réunies pour le Multison de l'Ouest à Château-Gonthier-sur-Mayenne[60] ; le Multison du Sud-Ouest à Argelouse dans la forêt des Landes ; le Multison du Nord entre Loon-Plage et Dunkerque ; le Multison de L'Est à Phalsbourg[61] ; entre 5000 et 6000 personnes rassemblées pour le Multison du Sud-Est à Trescléoux[62] ; et 1000 personnes réunies autour de six façades pour le Multison du Centre à Salbris[63],[64].

### 2025
- Du 8 au 12 mai 2025, un multison au niveau de l’ancienne base militaire de Viroulou près de la commune de Montvalent dans le Lot rassemble entre 10 000 et 15 000 participants[65],[66],[67].
- Du 11 au 14 juillet 2025, un Teknival sur le site de la Gardille, à proximité de Chabalier (Mont-Lozère-et-Goulet) rassemble 12 000 participants[68]